# Metropolis (Đường sắt đô thị Hà Nội)
Metropolis là mẫu tàu điện động lực phân tán (EMU) thuộc gia đình tàu Metropolis do tập đoàn Alstom (Pháp) sản xuất và hiện được vận hành bởi Hanoi Metro. Các đoàn tàu hiện đang phục vụ trên Tuyến 3 của hệ thống Đường sắt đô thị Hà Nội, lần đầu khai thác thương mại chính thức vào ngày 8 tháng 8 năm 2024, thời điểm đoạn trên cao của Tuyến 3 được đưa vào hoạt động. 

## Tổng quan
Vào năm 2017, liên danh nhà thầu gồm Alstom, Thales, Hitachi Rail và Colas Rail đã trúng thầu cung cấp hệ thống đầu máy toa xe kèm các trang thiết bị kĩ thuật phụ trợ cho Tuyến 3 của Hà Nội. Trong đó, tập đoàn Alstom là bên chịu trách nhiệm cho việc sản xuất các đoàn tàu theo yêu cầu của dự án. 
Sau khi hoàn chỉnh thiết kế, tháng 9/2018, Hà Nội đã tiến hành khảo sát thu thập ý kiến của người dân về hình mẫu và kiểu dáng đoàn tàu trước khi tiến tới công đoạn lắp ráp cuối cùng.
Tổng cộng 10 đoàn tàu chuẩn loại B châu Âu thuộc dòng Alstom Metropolis đã được sản xuất riêng cho Tuyến 3. Mỗi đoàn tàu có 4 toa gồm 2 toa động cơ có cabin, 1 toa động cơ và 1 toa đầu kéo, sử dụng động lực phân tán với động cơ đặt dưới gầm tàu, tiếp điện áp thấp 750V DC từ ray thứ ba song song với đường ray bằng 1 bộ tiếp điện lắp dưới gầm tàu. Mỗi toa rộng 2,7 m, cao 3,69 m và dài khoảng 20 m gồm 8 cửa lên xuống, 4 cửa mỗi bên với chiều rộng cửa là 1,4 m. Năng lực vận chuyển của mỗi đoàn là chở từ 944 – 1124 người với cấu hình 4 toa, mật độ 6,6 - 8 người/m². Tải trọng trục tối đa là 15 tấn.  
Vận tốc tối đa của tàu có thể đạt 80 km/h, vận tốc khai thác trung bình là 35 km/h. Các tàu sử dụng công nghệ "Điều khiển tàu dựa trên hệ thống truyền thông" (Communication-based Train Control - CBTC) Urbalis 400 tiên tiến do chính Alstom phát triển. Ngoài CBTC, các hệ thống đảm bảo an toàn khác như ATP, ATS và ATO cũng được triển khai. Trong trường hợp quá tốc độ, phanh điện động lực và điện từ trường có thể giúp tàu giảm tốc nhanh chóng. Tàu chạy trên đường ray loại UIC 60 có khổ tiêu chuẩn 1,435 mm, phổ biến ở nhiều nước trên thế giới. 
Đoàn tàu đầu tiên trong tổng số 10 đoàn tàu đã được chuyển về Việt Nam vào tháng 10 năm 2020, đoàn tàu thứ 10 đã được chuyển về Việt Nam vào tháng 9 năm 2021, có sự chậm trễ do liên quan đến tình hình dịch Covid-19. Hiện nay depot chính của các đoàn tàu này là depot Nhổn. 

## Thiết kế

### Ngoại thất
Các đoàn tàu được thiết kế bởi các kĩ sư nhằm hài hòa giữa văn hóa Pháp và Việt Nam, đồng thời còn tối ưu về hiệu suất và hình dáng khí động học. Kết cấu chính của thân tàu được làm bằng nhôm, phù hợp với điều kiện thời tiết và khí hậu của Hà Nội. Gam màu chính được phối theo chủ đề "Hành trình xanh" với 3 tông màu chủ đạo: xanh lá mạ, hồng đỏ và ghi xám vốn lấy cảm hứng từ cây lúa, quả thanh long,... Đây cũng là những màu đặc trưng của nông sản Việt Nam. Phía trước tàu được trang trí với biểu tượng Khuê Văn Các. Đầu tàu được lắp đặt đèn pha, bảng LED hiện thị thông tin hành trình nhưng không trang bị cửa thoát hiểm cho lái tàu và hành khách. Khu vực cabin lái tàu cũng không có cửa ra vào riêng ở hai bên, việc kiểm tra hành khách lên xuống phụ thuộc hoàn toàn vào hệ thống gương soi cùng camera giám sát được lắp đặt ở mỗi nhà ga. 

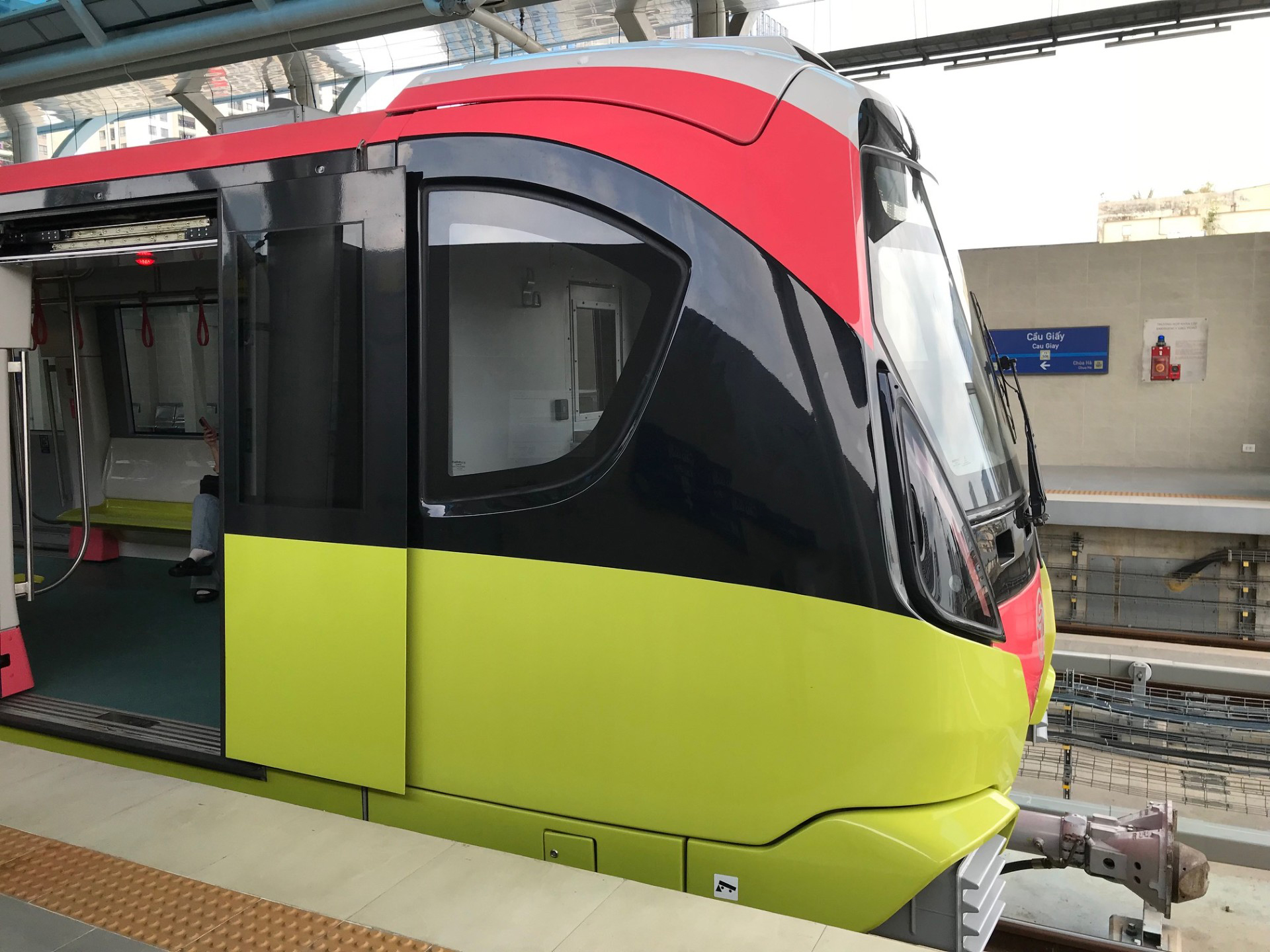
Một tàu đang dừng tại nhà ga. Có thể quan sát sự thiếu vắng của các cửa ra vào cabin lái cho lái tàu thường thấy.

### Nội thất
Gam màu trong các toa tàu khá tương đồng với bên ngoài, tạo cảm giác dễ chịu và thoáng đãng. Tổng số ghế ngồi của đoàn tàu 4 toa là 94, với các băng ghế dài làm bằng chất liệu composite thoải mái. 2 vị trí dành cho xe lăn được bố trí ở toa số 2 và 3 cùng với các ghế ưu tiên, được đánh dấu bằng biển hiệu in trên sàn tàu. Tay nắm của đoàn tàu được cấu tạo từ đai cao su mềm, phù hợp với mọi hành khách. Trước mỗi cửa ra vào tàu được trang bị các cột chịu lực 3 nhánh cho hành khách đứng bám vào giờ cao điểm. Mỗi toa tàu được lắp đặt hệ thống loa phát thanh riêng kèm các camera giám sát trực tiếp nhằm đảm bảo an ninh an toàn cho hành khách. Các màn hình LCD được triển khai dọc theo thân tàu, cung cấp thông tin, lịch trình kèm quảng cáo thương mại. Bảng LED thông báo điểm đến cũng được đặt ở giữa các toa cho hành khách thuận lợi theo dõi. Điều hòa không khí cùng đèn chiếu sáng trên tàu có thể được điều chỉnh tự động khi lên xuống các ga ngầm. Lối thông toa giữa các toa là 1,4 m, phù hợp để nhiều người có thể qua lại cùng lúc.  

## Cấu hình
Mỗi đoàn tàu hiện nay được khai thác với cấu hình 4 toa Mc-M-T-Mc dài khoảng 80 m, về sau có thể kéo dài lên 5 toa dài gần 100 m nếu có nhu cầu. Toa 1 và 4 là nơi có cabin điều khiển, trong khi toa 2 và 3 được trang bị các tiện ích cho người khuyết tật. 

### Cấu hình 4 toa (hiện tại)
|                   | ← NhổnHà Nội →            |                           |                           |                           |
| Toa               | 1                         | 2                         | 3                         | 4                         |
| Loại              | Mc                        | M                         | T                         | Mc                        |
| Vị trí cho xe lăn | X                         | ♿︎                        | ♿︎                        | X                         |
| Phân loại UIC     | Bo′Bo′+Bo′Bo′+2′2′+Bo′Bo′ | Bo′Bo′+Bo′Bo′+2′2′+Bo′Bo′ | Bo′Bo′+Bo′Bo′+2′2′+Bo′Bo′ | Bo′Bo′+Bo′Bo′+2′2′+Bo′Bo′ |

- Mc (Motorized car with driving cabin): Toa xe động lực có buồng lái
- M (Motorized car): Toa xe động lực không có buồng lái
- Tc (Trailer car with driving cabin): Toa xe kéo theo có buồng lái (không sử dụng)
- T (Trailer car): Toa xe kéo không có buồng lái

### Cấu hình 5 toa (tương lai)
|                   | ← NhổnHà Nội →                 |                                |                                |                                |                                |
| Toa               | 1                              | 2                              | 3                              | 4                              | 5                              |
| Loại              | Mc                             | T                              | M                              | T                              | Mc                             |
| Vị trí cho xe lăn | X                              | ♿︎                             | ♿︎                             | ♿︎                             | X                              |
| Phân loại UIC     | Bo′Bo′+2′2′+Bo′Bo′+2′2′+Bo′Bo′ | Bo′Bo′+2′2′+Bo′Bo′+2′2′+Bo′Bo′ | Bo′Bo′+2′2′+Bo′Bo′+2′2′+Bo′Bo′ | Bo′Bo′+2′2′+Bo′Bo′+2′2′+Bo′Bo′ | Bo′Bo′+2′2′+Bo′Bo′+2′2′+Bo′Bo′ |

- Mc (Motorized car with driving cabin): Toa xe động lực có buồng lái
- M (Motorized car): Toa xe động lực không có buồng lái
- Tc (Trailer car with driving cabin): Toa xe kéo theo có buồng lái (không sử dụng)
- T (Trailer car): Toa xe kéo không có buồng lái